# Dowództwo Broni Pancernych
Dowództwo Broni Pancernych Ministerstwa Spraw Wojskowych (D-two Br. Panc. M.S.Wojsk.) – organ pracy II wiceministra spraw wojskowych (od lipca 1931 – I wiceministra) właściwy w sprawach broni pancernych Wojska Polskiego II RP.

## Szefostwo Broni Pancernej MSWojsk. 1929–1930
31 stycznia 1929 Minister Spraw Wojskowych nakazał przeprowadzić, w terminie do 5 lutego 1929, reorganizację Ministerstwa Spraw Wojskowych. Reorganizacja polegała na likwidacji Departamentu Inżynierii MSWojsk., a w jego miejsce, utworzeniu Szefostwa Saperów MSWojsk., Szefostwa Łączności MSWojsk., Szefostwa Broni Pancernej MSWojsk. i Departamentu Zaopatrzenia Inżynierii MSWojsk. Nowo powstałe Szefostwo Broni Pancernych MSWojsk. podporządkowane zostało II wiceministrowi spraw wojskowych (w lipcu 1931 dotychczasowy drugi wiceminister spraw wojskowy przemianowany został na pierwszego wiceministra spraw wojskowych). W ramach wspomnianej reorganizacji dotychczasowy Wydział Broni Pancernej Departamentu Inżynierii MSWojsk. przekształcony został w Szefostwo Broni Pancernej MSWojsk.
Skład osobowy Szefostwa Broni Pancernej MSWojsk. liczyć miał jednego generała i siedmiu oficerów oraz jedenastu urzędników wojskowych i trzech niższych funkcjonariuszy (woźnych-gońców).
- szef Broni Pancernej (generał)
- zastępca szefa (oficer sztabowy broni)
- kierownik kancelarii (oficer administracyjny)
- personel pomocniczy (pięciu urzędników III kat., w tym jedna maszynistka, oraz trzech niższych funkcjonariuszy)
- oficerowie (pięciu oficerów sztabowych broni, w tym jeden oficer dyplomowany)
- personel pomocniczy (jeden urzędnik I kat, jeden urzędnik II kat. oraz czterech urzędników III kat., w tym jedna maszynistka)

Ponadto, tymczasowo, w składzie osobowym szefostwa przewidziane zostało funkcjonowanie referatu personalnego (jeden oficer sztabowy broni i dwóch urzędników III kat.).
Przedstawiona struktura składu osobowego nie przewidywała podziału szefostwa na wydziały i referaty.
5 kwietnia 1929 Minister Spraw Wojskowych rozkazem B. Og. Org. 1740 Org. II ustalił nową organizację i skład osobowy Szefostwa Broni Pancernej MSWojsk. W nowej organizacji wprowadzony został podział szefostwa na cztery referaty. Skład osobowy zmniejszony został o jednego oficera (zastępca szefa Broni Pancernej), trzech urzędników i jednego funkcjonariusza niższego. Stanowisko szefa Broni Pancernej przewidziane zostało dla oficera sztabowego broni. Pozytywną zmianą było zwiększenie, do trzech, liczby oficerów dyplomowanych.
szef Broni Pancernej (oficer sztabowy broni)
- kierownik kancelarii (oficer administracyjny)
- personel pomocniczy (trzech urzędników III kat. i dwóch niższych funkcjonariuszy)

Referat Ogólny
- kierownik referatu (dyplomowany oficer sztabowy broni)
- personel pomocniczy (urzędnik III kat.)

Referat Wyszkolenia
- kierownik referatu (dyplomowany oficer sztabowy broni)
- referent (dyplomowany oficer sztabowy broni)
- personel pomocniczy (urzędnik III kat.)

Referat Personalny
- kierownik referatu (oficer sztabowy broni)
- personel pomocniczy (dwóch urzędników III kat.)

Referat Techniczny
- kierownik referatu (oficer sztabowy broni)
- referent (oficer sztabowy broni)
- personel pomocniczy (urzędnik II kat. i dwóch urzędników III kat.)

Z dniem 20 stycznia 1930 nastąpiło formalne wcielenie tymczasowego Referatu Personalnego do składu osobowego, przy czym zlikwidowano w nim jedno stanowisko przewidziane dla urzędnika III kat. Referat miał podwójną podległość służbową. Bezpośrednio podporządkowany był szefowi Broni Pancernej, a jego zadaniem było opracowywanie szczegółowych zarządzeń w sprawach personalnych oficerów na podstawie rozkazów szefa Biura Personalnego MSWojsk. Referat był równocześnie organem pracy szefa Biura Personalnego MSWojsk., który koordynował jego działania.

## Dowództwo Broni Pancernych MSWojsk. 1930–1939
23 września 1930, w miejsce Szefostwa Broni Pancernej, utworzone zostało Dowództwo Broni Pancernych na prawach departamentu. Do zakresu działania dowództwa należały:
- studia z zakresu taktyki i techniki
- opracowywanie regulaminów, instrukcji i wniosków w sprawach wyszkoleniowych
- współpracę z departamentami broni głównych w sprawach organizacyjnych, a z Dowództwami Okręgu Korpusu w zagadnieniach mobilizacyjnych
- całokształt spraw personalnych

Dowództwu Broni Pancernych podporządkowano:
- pułk czołgów (Żurawica)
- 5 szwadronów samochodów pancernych (Warszawa, Lwów, Kraków, Poznań i Białystok)
- 2 dywizjony pociągów pancernych (1 Dywizjon Pociągów Pancernych – Legionowo i 2 Dywizjon Pociągów Pancernych – Niepołomice)

W latach 1930–1934 oddziały te zgrupowano przejściowo w 3 mieszanych pułkach pancernych.
W 1934 Bronie Pancerne połączone zostały z Wojskami Samochodowymi. W czasie tej reorganizacji zlikwidowano pułki pozostawiając jedynie sześć batalionów i dwie samodzielne kompanie w Wilnie i w Bydgoszczy (rok później rozwinięte do batalionów). W 1937 sformowane zostały dwa kolejne bataliony w Łucku i w Zgierzu.
Z ramienia Generalnego Inspektora Sił Zbrojnych jednostki broni pancernych podlegały inspekcji przez gen. dyw. Tadeusza Piskora.
Struktura organizacyjna D-twa Br. Panc. w 1939
- Adiutantura
- Wydział Ogólny
  - Referat Organizacyjny
  - Referat Wyszkolenia
  - Referat Mobilizacyjny
  - Referat Ogólny
  - Referat Motoryzacji Wojska
- Wydział Studiów
  - Referat Techniczny
  - Referat Taktyki i Regulaminów
- Wydział Materiałowy
  - Referat Materiałowy
  - Referat Zasobów Materiałowych
  - Referat Taboru Cywilnego
  - Inspekcja Techniczna
- Samodzielny Referat Budżetowy
- Samodzielny Referat Przemysłu Wojennego

## Obsada personalna Dowództwa (Szefostwa) Broni Pancernych
Dowódcy
- płk inż. Tadeusz Kossakowski (23 IX 1930 – 26 III 1936)
- płk Józef Koczwara (do 3 IV 1937)
- gen. bryg. Włodzimierz Maxymowicz-Raczyński (do †24 II 1938)
- gen. bryg. Stanisław Józef Kozicki (III 1938 – IX 1939)

I zastępcy dowódcy
- ppłk dypl. Mieczysław Rawicz-Mysłowski
- ppłk dypl. Stanisław Kopański
- płk dypl. Józef Kapciuk

II zastępcy dowódcy
- ppłk Władysław Spałek
- płk Eugeniusz Wyrwiński

Szefowie Wydziału Studiów
- mjr Franciszek Szystowski (1934–1938)

Kierownikami Referatu Wyszkolenia byli kolejno: Jan Wolski II, kpt. Stanisław Szostak od 1 grudnia 1934 do 1937 roku, mjr. dypl. Stanisław Bahrynowski i kpt. Marian Żebrowski (do 1 września 1939).
Kierownikami Referatu Ogólno-Org. byli: mjr Kulesza i kpt. Wacław Pac-Pomarnacki. Ten ostatni był kierownikiem, później zorganizowanego, Referatu Mobilizacyjnego.
Kierownikiem Referatu Ogólnego był kpt. Zbigniew Szymański.
Kierownikami Referatu Motoryzacji Wojska byli: kpt. dypl. Stanislaw Bahrynowski, a następnie mjr. Aleksander Izdebski.
Referentem Motoryzacji 10 Brygady Kawalerii był kpt. Stanisław Tyksiński.
Organizacja i obsada personalna w 1939
Pokojowa obsada personalna dowództwa w marcu 1939 roku
- dowódca – gen. bryg. Stanisław Józef Kozicki
- I zastępca dowódcy – płk dypl. art. Józef Kapciuk
- II zastępca dowódcy – płk piech. Eugeniusz Wyrwiński
- adiutant – kpt. Piotr Pieńkowski
- referent mobilizacyjny i personalny – kpt. br. panc. Wacław Pac-Pomarnacki[d]
- w dyspozycji dowódcy (zawieszony w czynnościach) – mjr br. panc. Albin Jerzy Kulesza
- szef Wydziału Ogólnego – mjr dypl. art. Stanisław Bahrynowski
- kier. referatu wyszkolenia – kpt. br. panc. Marian Żebrowski
- kier. referatu ogólnego – kpt. br. panc. Wacław Pac-Pomarnacki
- kier. referatu organizacyjnego – kpt. br. panc. Zbigniew II Szymański
- kierownik referatu motoryzacji – mjr br. panc. Aleksander Izdebski
- referent – kpt. br. panc. Stanisław Tyksiński[e]
- szef Wydziału Studiów – ppłk piech. Władysław Liro
- kier. referatu studiów – kpt. br. panc. inż. Kazimierz Aleksander Dębski[f]
- kier. referatu regulaminów – mjr br. panc. Leonard Furs-Żyrkiewicz
- szef Wydziału Materiałowego – mjr br. panc. Marian Józef Ruciński[g]
- kierownik referatu zasobów – kpt. br. panc. Henryk Jan Dippel
- referent – kpt. Bronisław Jabłoński
- kier. referatu materiałowego – mjr br. panc. Olgierd Władysław Witort
- referent – kpt. br. panc. Stefan Pluta[h]
- kier. referatu ewidencji taboru samochodowego – kpt. br. panc. Franciszek Fabianowicz
- kier. referatu inspekcji technicznej – kpt. br. panc. Jan Kaszubski
- kier. Samodzielnego Referatu Budżetowego – mjr br. panc. Antoni Macherski[i]
- kier. Samodzielnego Referatu Przemysłu Wojennego – mjr br. panc. Antoni Stanisław Żarski